# El legado del tiempo
El legado del tiempo es una saga de libros de fantasía, aventura e historia escrita por el madrileño David Atienza Arenas, que compagina su labor de escribir con sus estudios de Biología en la Universidad de Alcalá de Henares. La historia que comenzó a redactarla con 16 años (2006) compagina la actualidad, viajes en el tiempo y un mundo irreal llamado Thirenae, al cual va la mente de los humanos del mundo real cuando duermen. Thirenae está dominada por el mal provocando que la esperanza y los sueños vayan muriendo en los dos mundos. Adrian será el elegido para combatir contra el mal. 
Ediciones Atlantis tiene los derechos de publicación en castellano y publicó el comienzo de la saga, El Misterio del Pergamino, en septiembre de 2010. 

## Historia
El legado del tiempo se caracteriza por su fuerte género fantástico, sin embargo, en la saga convergen varios géneros como el histórico, filosófico y épico, perfectamente compaginados con la trama principal fantástica dotándola de mayor credibilidad y misterio. La historia gira alrededor de Adrian, un chico de 16 años que se ve involucrado en viajes en el tiempo y en mitad de un mundo mágico oculto a los humanos del mundo real, llamado Thirenae o más conocido por la Tierra de los Sueños, por ser el lugar donde va la mente humana cada vez que duerme. Adrian se verá envuelto en búsquedas de pergaminos, criptas, libros y armas para enfrentarse de una vez por todas a Hördínaton, amo de Thirenae y señor del mal. El tiempo se ha parado en la tierra de los sueños para todo ser mágico, pero no para los humanos que están esclavizados en Kÿsbrum, fortaleza del mal. Poco a poco todo el mundo fantástico (Thirenae)se irá organizando para dar lugar a la última batalla, en la que o gana la luz o vence la oscuridad sucumbiendo todos los mundos bajo la tiranía oscura.

## Libros
La saga constará de cinco títulos pero solo se ha publicado el primer volumen hasta la fecha:
- El Legado del Tiempo. I. El Misterio del Pergamino.
- El Legado del Tiempo. II. ¿?
- El Legado del Tiempo. III. ¿?
- El Legado del Tiempo. IV. ¿?
- El Legado del Tiempo. V. ¿?
El resto de títulos el autor los mantiene en secreto para más expectación.

## I. El Misterio del Pergamino
Primer libro y comienzo de la saga ambientada inicialmente en el Madrid contemporáneo, pero Adrian, el protagonista de 16 años, se ve transportado sin saberlo al Madrid del siglo X, allí tendrá que buscar a quien le ha movido en el tiempo mientras que nos adentra en la cultura árabe y las costumbres cristianas de esa época. Cuando quiere regresar a la actualidad, se da cuenta de que no puede porque ha traspasado las barreras de Thirenae, una parte del planeta a la que los humanos solo tenemos acceso con nuestra mente mientras soñamos, por lo que su nombre más conocido es La Tierra de los Sueños. En este mundo Fantástico, poblado por todas las inimaginables criaturas, Adrian descubre que por culpa de la ambición de Hördínaton, el caos se ha sembrado, el Tiempo se ha estancado para todo ser mágico y el equilibrio se ha roto, provocando así la muerte progresiva de la esperanza y los sueños, desencadenando un desorden tal que ha repercutido en todo a lo largo de la historia. El joven, sin saber nada de ese mundo y con la agonía de no saber si algún día volvería a casa, se ve involucrado sin quererlo, en la búsqueda de un antiguo pergamino que parece ser clave para Thirenae y el resto del mundo.

## Personajes de El Misterio del Pergamino
Los personajes emblemáticos de la trama del primer volumen son los siguientes:
- Adrian: Protagonista de la novela, es un chico de 16 años. Su vida cambia drásticamente, viaja en el tiempo a Madrid en el siglo X. Debe encontrar a quién le ha transportado y luego volver a Thirenae, un mundo en el que le obligan a creer, pues eso no acepta nada de lo que le pasa pues solo ocurre en la ficción.
- Bigräel: Es un brujo, mago habitante de Thirenae y el mentor de Adrian. Es el tío de Limëy (reina de las hadas), padre de Däemian además de abuelo de Lyria, Wäelliam y Gaerson.
- Däemian: Es un mago, hijo de Bigräel, padre de Lyria, Gaerson, Wäelliam y primo de Limëy (reina de las hadas). Vive en una pequeña aldea llamada Mágica Villäe y está bastante desolado desde la pérdida de su mujer Sÿbela y su hija mayor Kräestine. 
- D. Felipe: Noble viudo y señor de un feudo de León y primo de Bermudo III. Señor de la aldea Ager Veridis y de la parte del Camino de Santiago (Camino Franco) que pasa por su comarca. Vive en su señorío en el siglo X, es el padre de Jorge y muy amigo de Dagoberto (abad).
- Dagoberto: Abad de la abadía de Ager Veridis en el feudo de D. Felipe de León, acoge a Adrian como un alumnus en la abadía.
- Daniel: Es un amigo de Adrian en el Madrid contemporáneo. 
- Gäebryel: Humano educado y adiestrado por los Nëgmer desde que era pequeño, por lo que sabe manipular el pensamiento y colarse en la mente de los seres cuando duermen para manipular a su antojo. 
- Gaerson: Hermano de Lyria que ayudará a Adrian a mejorar su defensa en la lucha.
- Hördínaton:  Tirano que rompió el equilibrió en Thirenae causando que el tiempo se estancara para las criaturas mágicas, condenándoles a vivir estancados en el tiempo. Es muy ambicioso y su plan es destruir las barreras que cercan Thirenae para adueñarse de los mundos.
- Irene: Hija de feriante, nieta de un fiel servidor del antiguo rey de León. Contrae matrimonio con el hijo de D.Felipe: Jorge de León.
- Jäesmine: Hada mediana, que tiene conocimientos de enfermería. Le hace un gran regalo a Adrian.
- Jorge: Hijo de D. Felipe de León, amigo de Adrian en la Edad Media. Contrae matrimonio con Irene.
- Limëy: Es la reina de las hadas y del bosque de Hëldary. Ayuda a Adrian desde el primer momento. Es una de las jueces de la congregación mágica, también la encargada del Consejo de la Lágrima Blanca y como consorte de las hadas encargada de mantener vivo el manantial del sueño.
- Lyria: Hija de Däemian, nieta de Bigräel que controla la magia. Está harta de llevar tantos siglos con 15 años.
- Lüechya: Ninfa de Thirenae cuya transmutación es a Sauce Llorón.
- Maslama al-Mayriti: Famoso astrólogo, aritmético, astrónomo, matemático y filósofo de al-Ándalus nacido en Mayrit (Madrid) en la Edad Media. Efectuó estudios muy importantes acerca del astrolabio y elaboró tablas cósmicas que fueron utilizadas y lo son aún hoy en día para distancias y observaciones en el cielo. Adrian se topará con él en su visita tan desconcertante al Madrid de hace 10 siglos.
- Näemonsis: Reina de los elfos y juez principal de la congregación mágica.
- Säerpont: Jefe de los Drashak, es una raza humanoide similar a las salamandras de fuego. Sus escamas pasan del naranja al negro. Fiel servidor de Hördínaton.
- Seräephin: Astrónomo, astrólogo y hada, al servicio de Limëy. Vaticina el comienzo del fin al leer en las estrellas una extraña revolución así como la presencia de la Luna Roja. Acompañará a Adrian en la búsqueda de un extraño pergamino.
- Sergäey: Es un sátiro que vive en La Tierra de las Ninfas.
- Shäelmain: Humano que consiguió escapar de las manos del ataque del ejército de las crines rubí y que vivía en Mandrük. Fue acogido por Limëy como su Gran Investigador. Acompañará a Adrian en la búsqueda del pergamino.
- Süray: Hada femenina que perdió sus alas en la última Gran Batalla, parte de sus poderes se han perdido con el tiempo, conocida de Seräephin y dueña de la posada de la potencia, situada en la Ruta de los valles.
- Sythäel: Hada masculina y juez supremo del Consejo de la Lágrima Blanca.
- Sylvain: Hada masculina y consejero de la corona fárica (hadas), lleva sirviendo a la Familia Real desde antes de las primeras guerras, cuando todo era normal en Thirenae. Fue uno de los directores primeros de la escuela de Lödeain (Escuela del bosque).